# Servicio de Salud Viña del Mar-Quillota
El Servicio de Salud Viña del Mar-Quillota (SSVQ) es uno de los tres Servicios de Salud ubicados en la Región de Valparaíso. Comenzó a funcionar el 1 de agosto de 1980 con la entrada en vigencia de la ley que creó los Servicios de Salud.
La jurisdicción del SSVQ cubre 18 comunas, con una extensión de 7.506 km² y una población asignada de 1.007.080 personas.

## Red hospitalaria
La red hospitalaria del SSVQ está formada por:
- Hospital Gustavo Fricke
- Hospital San Martín de Quillota
- Hospital de Quilpué
- Hospital Juana Ross de Peñablanca
- Hospital Adriana Cousiño de Quintero
- Hospital Santo Tomás de Limache
- Hospital San Agustín de La Ligua
- Hospital Dr. Mario Sánchez de La Calera
- Hospital Dr. Víctor Moll de Cabildo
- Hospital de Petorca
- Hospital Geriátrico Paz de la Tarde
- Hospital Biprovincial Quillota Petorca